# The Wombats
The Wombats és un grup de rock Liverpool, Anglaterra, gènere indie, compost per Matthew Murphy (veu, guitarra, teclat), Dan Haggis (bateria i veu) i Tord Overland-Knudsen (origen noruec, baix i veu), que es van reunir a 2003 a LIPA (Liverpool Institute for Performing Arts).

## Membres
- Matthew Murphy - vocal, guitarra i teclats
- Daniel Haggis bateria i cors
- Tord Overland-Knudsen - baix i cors

## Discografia

### Álbums d'estudi
- 2007: The Wombats Proudly Present: A Guide to Love, Loss & Desperation
- 2011: The Wombats Proudly Present... This Modern Glitch
- 2015: Glitterbug

### Senzills
- 2006: Moving to New York
- 2007: Backfire at the Disco
- 2007: Kill the Director
- 2007: Let's Dance to Joy Division
- 2008: Moving to New York
- 2008: Backfire at the Disco
- 2008: Kill the Director
- 2010: Tokyo (Vampires and Wolves)
- 2011: Jump Into The Fog

### EPs
- 2006: Girls, Boys and Marsupials (só no Xapón)
- 2007: The Wombats Go Pop! Pop! Pop!
- 2007: The Wombats EP
- 2011: The Wombats Proudly Present: This Acoustic Glitch

## Aparicións en Festivals
- Midi Modern Music Festival
- Lake of Stars Festival, Malawi
- Matthew Street Festival, Liverpool
- Glastonbury Festival (2007)(2008)
- Knowsley Hall Music Festival, Liverpool
- Oxegen Festival, Irlanda (2008)
- V Festival (2007)
- Rock Ness Festival (2007)
- Bestival (2007)
- Fuji Rock Festival (2007)
- FM4 Frequency Festival (2008)
- Metro Get Loaded in the Park (2007)
- Peace & Love (2008)
- Pinkpop Festival, Països Baixos (2008)
- Hove Festival, Noruega (2008)
- A Campingflight to Lowlands Paradise, Països Baixos (2008)
- Albert Hall, Londres, (2008)
- Isle of Wight Festival, Illa de Wight, (2008)
- Splendour In The Grass Festival, Byron Bay (2008)
- Beach Break Live, Polzeath (2008)
- Eurockéennes, França (2008)
- Hurricane Festival, Alemanya (2008)
- Sziget Festival, Hongria (2008)
- Festival scopitone, Nantes (França) (2008)
- Southside Festival, Neuhausen ob Eck (Alemanya) (2008)
- Openair St. Gallen, Suïssa
- Wireless Festival (2008)
- Glastonbury Festival(2008)
- Main Square Festival, Arras (2008)
- T in the park, Balado (2008)
- Pukkelpop, Bèlgica (2008)
- Reading and Leeds Festival, Reading i Leeds, Regne Unit (2008)
- Uka i Aas, Noruega (2008)
- Splendour in the Grass, Austràlia (2008)
- Arenal Sound, Spain (2014)